# Giovanni Battista Pirelli
Giovanni Battista Alberto Pirelli (Varenna, 27 de dezembro de 1848 – Milão, 20 de outubro de 1932) foi um industrial italiano, empresário, engenheiro e político, fundador da empresa Pirelli com sede em Milão, Itália.

## Biografia
Filho de Santino, padeiro, e de Riva Rosa, era o oitavo de dez filhos, cinco dos quais morreram na infância.
Em 1866 e 1867 colaborou como voluntário Garibaldino durante as guerras de unificação na Itália. Concluídos os estudos iniciais, mudou-se para Milão para dar continuidade aos estudos, graduando-se como o primeiro especialista industrial e, a seguir, se graduando em engenharia industrial, em 10 de setembro de 1870, na Politécnica da cidade, então Instituto Técnico.
Obteve uma bolsa como melhor aluno do curso, dedicou-se a viajar pela Europa para estudar o crescimento da recém-formada indústria continental. Em 1872, ao voltar para casa, submeteu a um grupo de ricos benfeitores um projeto industrial, baseado no desenvolvimento da borracha, que convenceu um grupo de bancos a subsidiar a criação da empresa "GB Pirelli & Co.", em embrião da futura Pirelli.
Em 1909 foi nomeado Senador do Reino da Itália pelo Rei Vitor Emmanuel III de Sabóia, e em 1919 assumiu o cargo de Presidente da Confederação Geral da Indústria Italiana, hoje mais conhecida como "Confindustria".

Após sua morte, seus filhos Piero e Alberto assumiram os negócios da família. 